# I Batalion Aeronautyczny

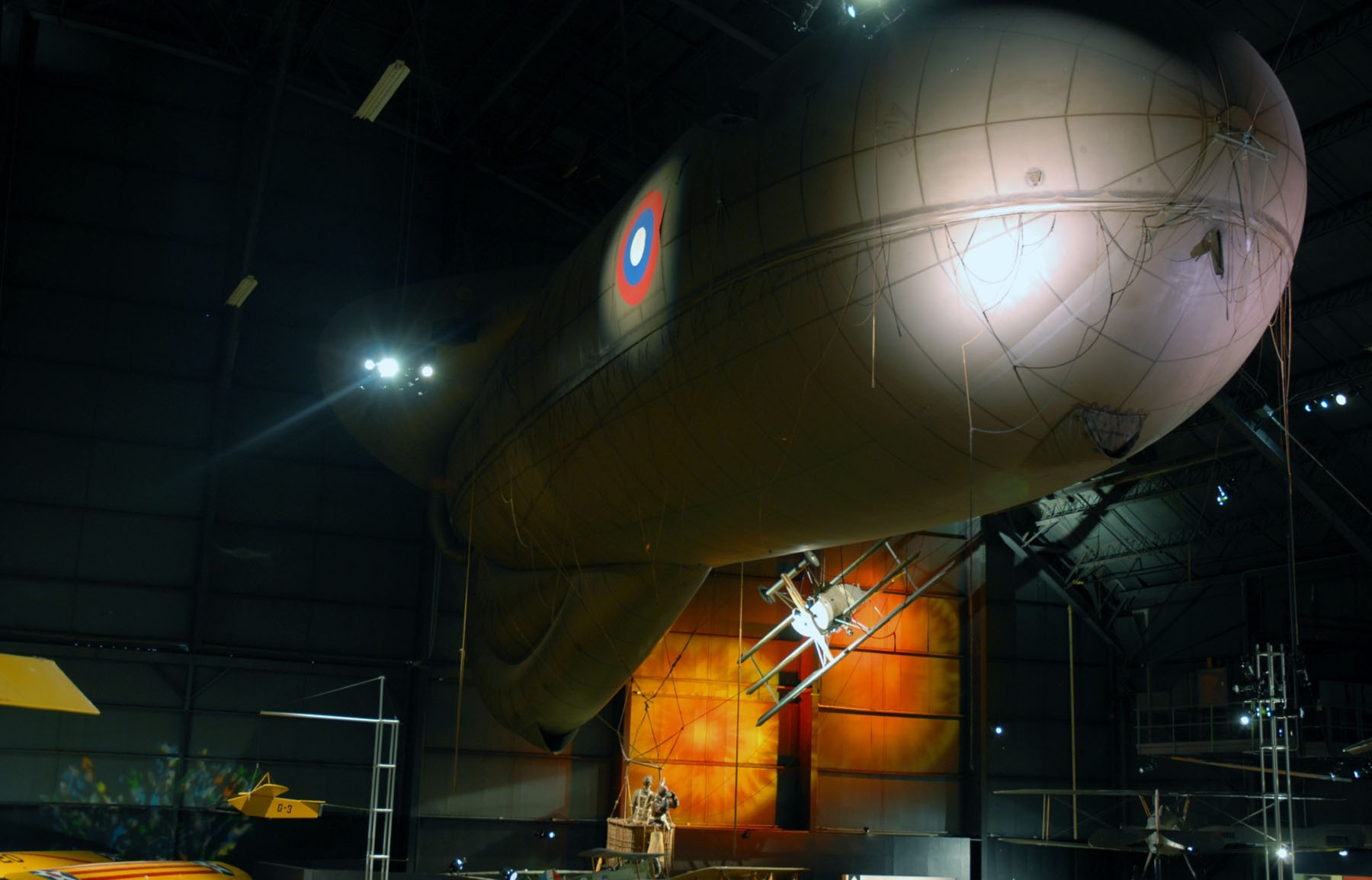
Balon obserwacyjny Caquot R

I Batalion Aeronautyczny – pododdział Wojsk Aeronautycznych II RP.

## Geneza i skład
Zakupy wyposażenia balonowego we Francji oraz zwiększenie wyszkolonego personelu umożliwiły zimą 1919/1920 rozbudowę i rozwój wojsk aeronautycznych, które zorganizowano w Grupy Aeronautyczne. Po wybuchu wojny polsko-bolszewickiej skierowane zostały na front, gdzie przemianowano je na bataliony aeronautyczne.
Batalion składał się z dwóch kompanii balonów obserwacyjnych i Ruchomego Parku Aerostatycznego.
Skład kompanii: 6 oficerów oraz 187 podoficerów i szeregowych. Sprzęt według etatu: 2 powłoki balonowe, 2 dźwigarki, 19 samochodów ciężarowych, 2 samochody osobowe, samochód radio, kuchnia i 6 przeciwlotniczych ciężkich karabinów maszynowych oraz polowa wytwórnia wodoru.

## Wojna polsko-bolszewicka 1920 r.
W wojnie polsko-bolszewickiej 1920 roku został użyty na froncie także nowo sformowany I batalion aeronautyczny.
Batalion skierowany został na Front Litewsko-Białoruski i 23 lutego 1920 roku oddany został do dyspozycji 14 Wielkopolskiej Dywizji Piechoty, wchodzącej w skład 4 Armii gen. Stanisława Szeptyckiego. 24 marca 1920 roku wykonano pierwszy wzlot bojowy balonu obserwacyjnego. Działalność batalionu polegała na współpracy z artylerią czyli ciągłej obserwacji i korygowaniu ognia artylerii. Na początku lipca 1920 roku I batalion aeronautyczny otrzymał rozkaz odwrotu na Kosów, gdzie po przybyciu otrzymał dalsze rozkazy nakazujące wycofanie się do Brześcia nad Bugiem, a następnie do Siedlec i Wiśniewa. Tam batalion po reorganizacji wszedł w skład formowanego 1 pułku aeronautycznego.
Po rozwiązaniu 1 pułku aeronautycznego I batalion aeronautyczny pozostał w Jabłonnie pod Warszawą w składzie wojsk gen. Franciszka Latinika, skąd końcem 1920 roku przeniesiony został do Poznania.

## Rozformowanie
Początkowo pierwszy okres pokoju był dla wojsk balonowych pomyślny. Zamiast redukcji personelu i sprzętu jak to miało miejsce w innych broniach, w tym i lotnictwie, w wojskach balonowych nastąpiło zwiększenie liczby jednostek. Jednak pod koniec 1923 roku przystąpiono do znacznej redukcji wojsk balonowych, w wyniku której pozostawiono jedynie jeden batalion balonowy w Toruniu. I batalion aeronautyczny został rozwiązany.

## Kadra batalionu
Obsada personalna baonu w 1923 roku
- płk Aleksander Wańkowicz (nadetatowy)
- mjr Jan Wolszlegier (nadetatowy)
- mjr Hilary Grabowski – p.o. dowódcy baonu
- kpt. Czesław Brunner – zastępca dowódcy baonu
- kpt. Józef Świerzyński
- kpt. Adam Stebłowski (nadetatowy)
- kpt. Zbigniew Górski
- por. Władysław I Gajewski
- por. Tadeusz Dobroczyński (nadetatowy)
- por. Roman Trybulski
- por. Antoni Janusz
- por. Kazimierz Mensch
- por. Józef Dembicki
- por. Stanisław Brenk
- por. Karol Brückner (nadetatowy)
- por. lek. Józef Marchaj – lekarz baonu